# Lachnorhiza
 Lachnorhiza   A.Rich., 1850 è un genere di piante angiosperme dicotiledoni della famiglia delle Asteraceae.

## Etimologia
Il nome scientifico del genere è stato definito per la prima volta dal botanico Achille Richard (1794-1852) nella pubblicazione " Historia Fisica Politica y Natural de la Isla de Cuba" (  Hist. Fis. Cuba 11: 34 ) del 1850.

## Descrizione
Le piante di questa voce hanno un habitus erbaceo rosettiforme con cicli biologici perenni con portamento scaposo (quasi monocefalico). La superficie può essere ricoperta da peli con lunghe cellule speronate alla base.
Le foglie sono disposte in una rosetta basale. La lamina è intera e in genere ha la forma lanceolata con più o meno apici ottusi. I margini sono interi. Le venature sono pennate.
Le infiorescenze sono formate da 1 - 2 capolini lungamente peduncolati. La struttura dei capolini è quella tipica delle Asteraceae: un peduncolo sorregge un involucro composto da circa 25 brattee disposte su circa 3 serie embricate che fanno da protezione al ricettacolo sul quale s'inseriscono i fiori di tipo tubuloso. Le brattee dell'involucro sono persistenti; in alcuni casi hanno i margini dentati oppure hanno degli apici allargati, in altri casi hanno una consistenza erbacea con apici appuntiti. Il ricettacolo può essere provvisto di pagliette oppure no (condizione usuale).
I fiori, da 10 a 15 per capolino, sono tetra-ciclici (ossia sono presenti 4 verticilli: calice – corolla – androceo – gineceo) e pentameri (ogni verticillo ha in genere 5 elementi). I fiori sono inoltre ermafroditi e actinomorfi (raramente possono essere zigomorfi).
- Formula fiorale:

*/x K {\displaystyle \infty }, [C (5), A (5)], G 2 (infero), achenio
- Calice: i sepali del calice sono ridotti ad una coroncina di squame.
- Corolla: il colore delle corolle è violetto o blu; la superficie è pubescente per peli ghiandolosi; la forma in genere è tubulosa con 5 lobi finali.
- Androceo: gli stami sono 5 con filamenti liberi e distinti, mentre le antere sono saldate in un manicotto (o tubo) circondante lo stilo.[10] Le antere, sagittate e sprovviste di ghiandole, spesso hanno delle code ottuse; le appendici apicali sono simili alle code. Il polline è tricolporato (con tre aperture sia di tipo a fessura che tipo isodiametrica o poro), echinato (con punte) e  "lophato" (la parte più esterna dell'esina è sollevata a forma di creste e depressioni)[11]; in altri casi possono essere presenti delle lacune in posizione polare.
- Gineceo: lo stilo è filiforme e privo di nodi (o eventualmente con un anello basale) con un nettario corto e tubolare. Gli stigmi dello stilo sono due divergenti con la superficie stigmatica posizionata internamente (vicino alla base). La pubescenza è del tipo a spazzola con peli appuntiti.[12] L'ovario è infero uniloculare formato da 2 carpelli.

I frutti sono degli acheni con pappo. Gli acheni, a forma più o meno cilindrica, hanno 10 coste con la superficie glabra o sericea con ghiandole. All'interno si può trovare del tessuto di tipo idioblasto e rafidi di tipo subquadrato da corti a moderatamente allungati; non è presente il tessuto tipo fitomelanina. Il pappo è formato da setole persistenti appena acute.

## Biologia
- Impollinazione: l'impollinazione avviene tramite insetti (impollinazione entomogama tramite farfalle diurne e notturne).
- Riproduzione: la fecondazione avviene fondamentalmente tramite l'impollinazione dei fiori (vedi sopra).
- Dispersione: i semi (gli acheni) cadendo a terra sono successivamente dispersi soprattutto da insetti tipo formiche (disseminazione mirmecoria). In questo tipo di piante avviene anche un altro tipo di dispersione: zoocoria. Infatti gli uncini delle brattee dell'involucro si agganciano ai peli degli animali di passaggio disperdendo così anche su lunghe distanze i semi della pianta.

## Distribuzione e habitat
La distribuzione delle piante di questa voce è relativa all'isola di Cuba.

## Tassonomia
La famiglia di appartenenza di questa voce (Asteraceae o Compositae, nomen conservandum) probabilmente originaria del Sud America, è la più numerosa del mondo vegetale, comprende oltre 23.000 specie distribuite su 1.535 generi, oppure 22.750 specie e 1.530 generi secondo altre fonti (una delle checklist più aggiornata elenca fino a 1.679 generi). La famiglia attualmente (2021) è divisa in 16 sottofamiglie.

### Filogenesi
Le specie di questo gruppo appartengono alla sottotribù Linziinae descritta all'interno della tribù Vernonieae Cass. della sottofamiglia Vernonioideae Lindl.. Questa classificazione è stata ottenuta ultimamente con le analisi del DNA delle varie specie del gruppo. Da un punto di vista filogenetico in base alle ultime analisi sul DNA la tribù Vernonieae è risultata divisa in due grandi cladi: Muovo Mondo e Vecchio Mondo. I generi di Linziinae appartengono al subclade relativo all'Africa e Asia (con alcune eccezioni: Cuba e Australia).
La sottotribù, e quindi i suoi generi, si distingue per i seguenti caratteri:
- le brattee involucrali sono provviste di spicole ai margini;
- le setole del pappo sono appiattite;
- il polline è "lophato" e tricolporato e a volte non è echinato;
- nel polline i tipi "lophati" hanno una organizzazione radialmente simmetrica con disposizione regolare.

In precedenza la tribù Vernonieae, e quindi la sottotribù (Linziinae) di questo genere, era descritta all'interno della sottofamiglia Cichorioideae. La costituzione di questo gruppo è relativamente recente (2009); in precedenza tutti i generi della sottotribù erano descritti all'interno della sottotribù Centrapalinae. Nell'ambito della tribù Linziinae occupa, da un punto di vista filogenetico, una posizione abbastanza "basale" insieme alle sottotribù Erlangeinae e Gymnantheminae.
I caratteri distintivi per le specie di questo genere ( Lachnorhiza ) sono:
- le foglie sono disposte in una rosetta basale;
- il pappo è composto da setole capillari;
- il nettario è corto;
- l'areale è quello delle Indie Occidentali.

### Elenco delle specie
Questo genere ha 3 specie:
- Lachnorhiza asteroides Griseb.
- Lachnorhiza micrantha  (Borhidi) Borhidi
- Lachnorhiza piloselloides  A.Rich.